# Tungsram

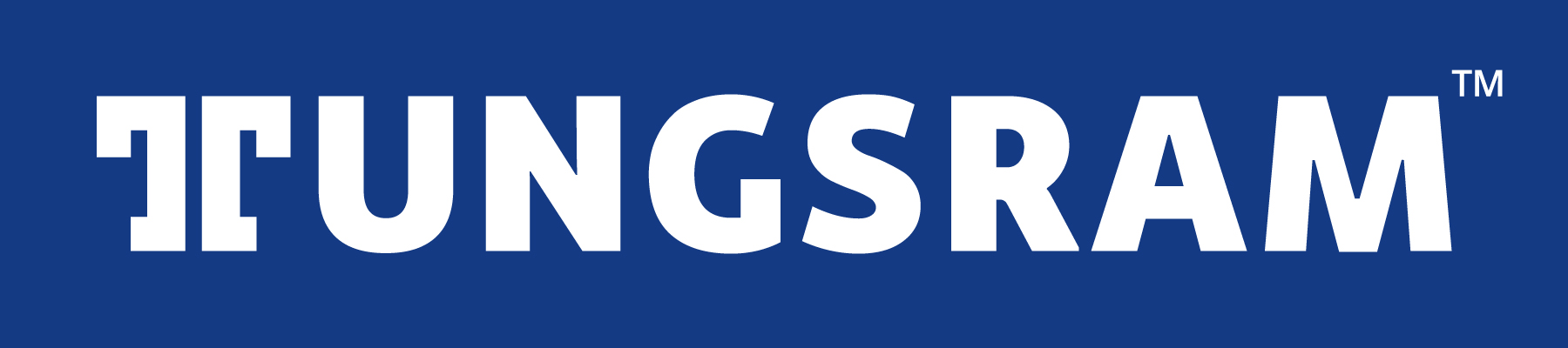
Tungsram-Logo

Tungsram ist eine ungarische Handelsmarke für Leuchtmittel, unter der früher Glühlampen und Elektronenröhren, später auch Unterhaltungselektronik und ganze Fertigungslinien vertrieben wurden. Seit 1984 ist Tungsram zugleich der Unternehmensname des Herstellerbetriebs mit mehreren Produktionsstandorten in Ungarn. Das Unternehmen wurde 1989 von General Electric (GE) übernommen und 2018 durch ein Management-Buy-out selbstständig, musste jedoch 2022 Insolvenz anmelden.
Es werden Leuchtmittel und Ausrüstungen in den ungarischen Fertigungsstätten erzeugt.

## Geschichte

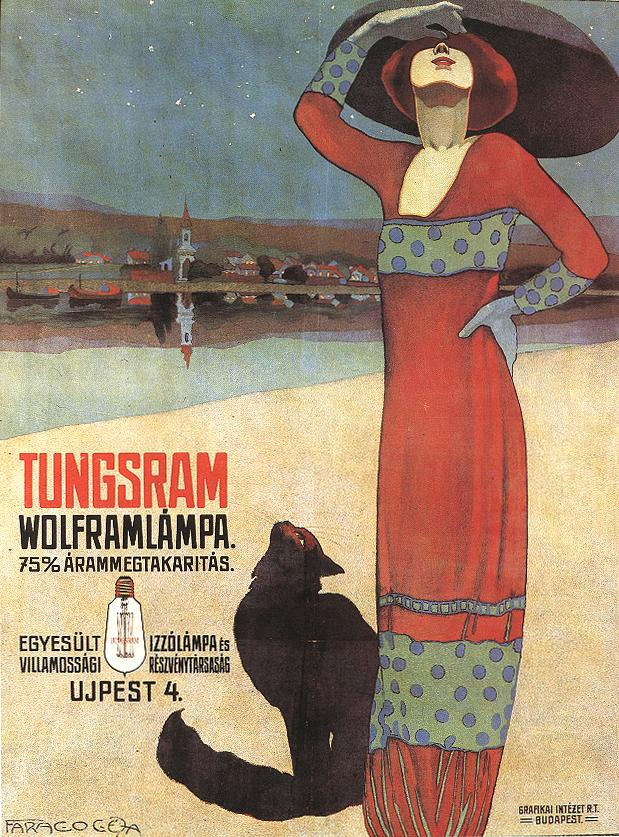
Ungarisches Werbeplakat für Tungsram-Glühlampen, um 1910

### Vorgeschichte
1862 gründete Béla Egger in Wien das Unternehmen Mechanische Werkstätte und Telegraphenbauanstalt B. Egger, welches vornehmlich Telefon- und Telegrafenzubehör herstellte. Kurz nachdem Thomas Alva Edison im Jahre 1879 ersten Erfolg mit seiner Kohlefaden-Glühlampe hatte, begann Egger in Wien solche Glühlampen produzieren und eröffnete zusätzlich in Budapest eine Filiale. Gleichzeitig betrieb er die Weiterentwicklung seiner Produkte und arbeitete Zeitweise mit Johann Kremenzky zusammen.

### Erste Glühlampenfabrikation in Budapest

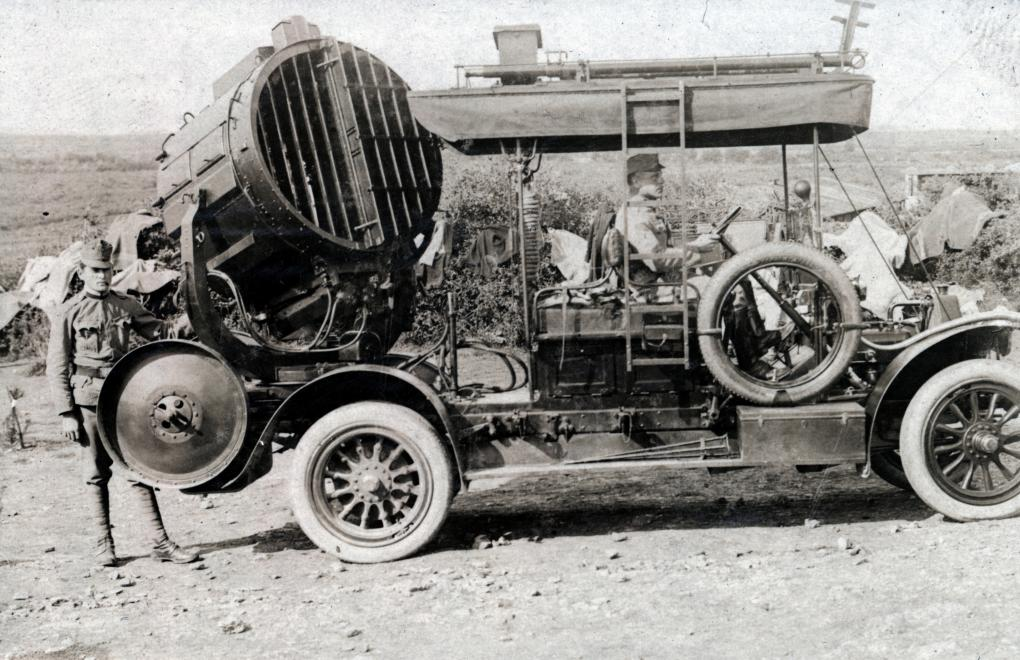
Tungsram-Scheinwerfer der k.u.k Armee zur Luftraumüberwachung (1914)

1896 eröffnete die von Egger gegründete Vereinigte Elektrizitäts AG in Budapest zwei Fabriken zur Glühlampenproduktion, in der auch Lipót Aschner wirkte. 1903 erfanden hier Franjo Hanaman und (Sándor) Alexander Just einen Glühfaden, bei dem der Naturkohlefaden mit einer Suspension aus Wolfram (englisch Tungsten) bedeckt wird. Nachdem sich das Wolfram der Form des Fadens angepasst hatte, wird der Kohlenstoff durch Erhitzen beseitigt. Am 13. Dezember 1904 erhielten sie darauf ein Patent. (Diese Methode wurde allerdings später durch William D. Coolidges metallurgischen Prozess ersetzt.) 1909 wurde der Markenname Tungsram (ein Kofferwort aus den beiden für Wolfram gebräuchlichen Wörtern TUNGSten + wolfRAM) durch die inzwischen aus einer Firmenteilung hervorgegangene Vereinigte Glühlampen- und Elektrizitäts AG eingetragen. Die unter diesem Namen produzierten neuartigen Glühlampen hatten eine höhere Lichtausbeute und eine längere Lebensdauer als die ursprünglichen Kohlefadenlampen.
1909 wurde als Repräsentanz in Österreich die „Tungsram“ Glühlampen und Elektrizitäts-Gesellschaft in Wien-Wieden gegründet. Weiters wurde 1917 die Elektrische Glühlampenfabrik „Watt“ AG in Wien als Tochterfirma übernommen und ebenfalls mit der Erzeugung von Tungsram-Glühlampen betraut.

### Tungsram-Industrieforschungsinstitut und erweiterte Lampenproduktion

Logo aus den 1930er Jahren

Nach dem Ersten Weltkrieg und der Weltwirtschaftskrise eröffnete die nach wie vor unter dem Einfluss der Familie Egger stehende Vereinigte Glühlampen- und Elektrizitäts AG in Budapest ein eigenes Forschungsinstitut, welches die Weiterentwicklung der Herstellungstechnik von Leuchtmitteln betrieb. Erfolgreiche ungarische Ingenieure und Techniker waren hier tätig, darunter Ignác Pfeifer (der in den 1950er-Jahren den Lehrstuhl für Kernphysik an der Budapester Technischen Universität etablieren sollte), des Weiteren Pál Selényi (1884–1954), „Vater“ der Xerografie, Pál Túry und Tivadar Millner. 1923 trat Imre Bródy in die Fabrik ein, und erfand hier im Jahre 1930 die Krypton-Lampe. Diese war den bisherigen Lampen in der Lebensdauer deutlich überlegen und wurde erfolgreich verkauft.
Die ungarischen Werke des Unternehmens wurden in den 1930er Jahren erweitert, um die gefragten Lampen in noch größerer Stückzahl zu produzieren.
Der österreichische Teil des Unternehmens, die Watt AG – welcher nach der krisenbedingten Fusion 1931 im Einflussbereich von Johann Kremenetzky stand – erhielt im Jahr 1932 die Staatliche Auszeichnung und durfte das Bundeswappen Österreichs im Geschäftsverkehr verwenden. Zu dieser Zeit war Dr. Walter Levy (gest. 1938 in Genf), vormals Direktor des deutschen Glühlampenproduzenten Osram, der Eigentümer von Tungsram.
Seit 1938 ist das Signet des Herstellers ein Buchstabe „T“ in einem Kreis. In diesen Jahren entwickelten und produzierten die Ingenieure von Tungsram auch erste Elektronenröhren für den Einsatz in Radiogeräten. Große Teile der Röhrenfabrikation werden noch vor 1940 vom niederländischen Unternehmen Philips aufgekauft. Das Unternehmen gehörte im Zeitraum 1924–1941 wie andere bekannte Leuchtmittel-Produzenten zum umstrittenen Phoebuskartell internationaler Glühlampenhersteller.
In den 1940er Jahren verfügte Tungsram auch über eine Radioröhren- und Leuchtmittelfabrik in Frankreich, und zwar in Gennevilliers, wenige Kilometer nordwestlich von Paris.

### Ab 1945

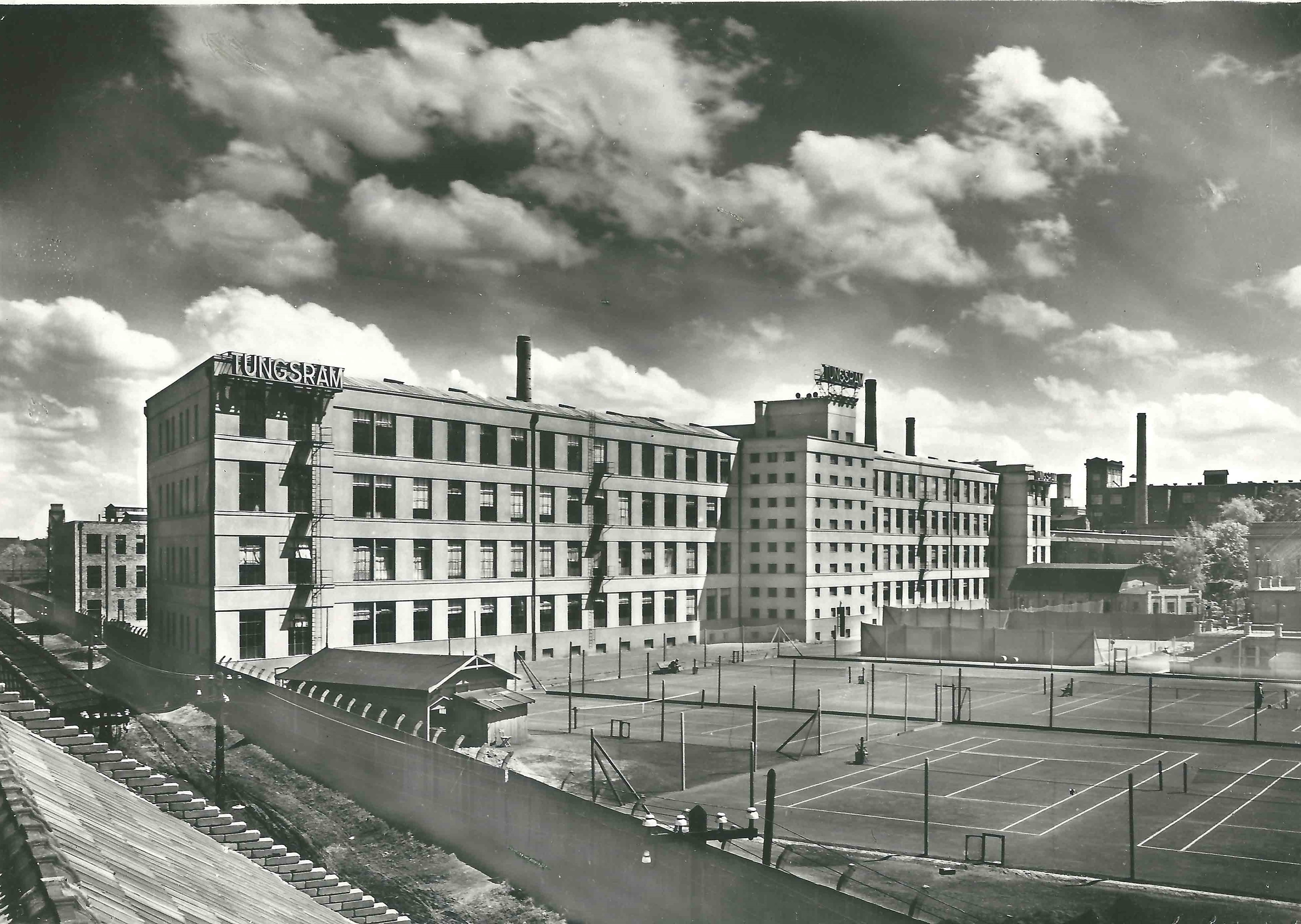
Tungsram-Fabrik in Ujpest

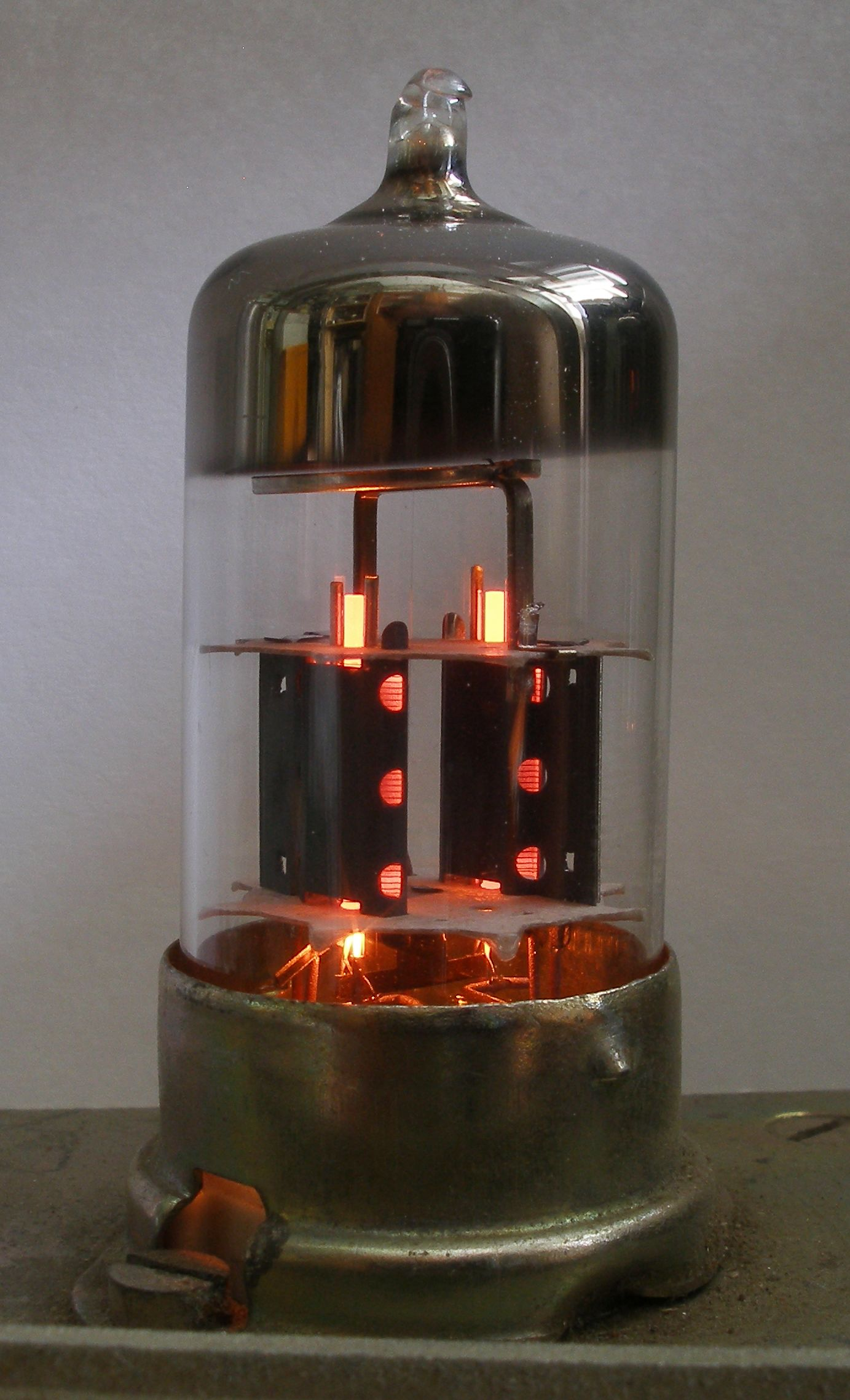
Tungsram-Doppeltriode ECC83

In der Zeit der kommunistischen Herrschaft in Ungarn wurde das vormalige Privatunternehmen in einen Staatskonzern umgewandelt. Die Eigenproduktion von Elektronenröhren wurde wieder aufgenommen, hinzu kamen ab den 1960er-Jahren auch erste eigene Bildröhren für Fernsehgeräte sowie Spezialglühlampen für die Autoindustrie. Die Entwicklung und Produktion neuer Erzeugnisse setzte sich fort: Spezialröhren für die Medizin, Halbleitererzeugnisse, Haushaltsgeräte und sogar komplette Produktionslinien wurden erzeugt.
Am 10. August 1946 wurde Tungsram Bratislava, der slowakische Teil des Konzerns, in das tschechoslowakische Nationalunternehmen TESLA übernommen.
In den 1970er Jahren war die Vereinigte Glühlampen- und Elektrizitäts AG Tungsram der größte ungarische Industriebetrieb, 75 % der Produktion wurden exportiert. Die Belegschaft betrug im Jahr 1977 an die 32.000 Mitarbeiter.

### Diversifikation
Am 1. Januar 1984 wurde zur Sicherung der Außenhandelsbeziehungen der Markenname Tungsram als offizieller Unternehmensname eingetragen. Die ständige Weiterentwicklung und Anpassung an die Technik führt in den 1980er-Jahren zu einem Diversifizierungsprozess, an dessen Ende folgende große Produktlinien stehen:
- Glühlampen, Leuchtstoffröhren, Autoscheinwerfer
- Halbleiterbauelemente
- Steuerelektronik für Industrieroboter
- Autoelektronik
- Haushaltsgeräte
- CO2-Laser für industrielle und medizinische Anwendung
- Röntgendosimeter
- Computerzubehör wie Disketten
- Maschinenaggregate.

Hauptabnehmer der Erzeugnisse war die Sowjetunion mit rund 70 Prozent. Der Rest wurde in die übrigen sozialistischen Staaten, in Entwicklungsländer und in kleinen Teilen auch nach Westeuropa exportiert.
Tungsram besaß 1989 folgende Standorte in Ungarn:
- Budapest
- Gyöngyös
- Nagykanizsa
- Vác.

## Tungsram heute
Nach der Auflösung des Ostblocks brach der Markt für die Erzeugnisse von Tungsram fast vollständig zusammen. Für eine Neuausrichtung und Modernisierung sowohl der Maschinen und Anlagen als auch des Produktionssortiments war unbedingt frisches Kapital erforderlich. Die Unternehmensleitung nahm hierzu Verhandlungen mit der ungarischen Kredit-(Hitel)-Bank und mit dem österreichischen Bankenkonsortium Girozentrale auf. Die angestrebte Partnerschaft kam jedoch nicht zustande, stattdessen erfolgte ein Zusammenschluss von Tungsram mit General Electric (GE). Am 15. November 1989 wurde die Kaufurkunde durch GE simultan in Cleveland und Budapest unterzeichnet, mit der 50 % plus eine Aktie von Tungsram an GE gingen. Der neue Haupteigentümer gewann damit ein Absatzgebiet in den früheren Ostblockländern hinzu, für Tungsram eröffneten sich neue Absatzmärkte in Westeuropa.
In den 1990er-Jahren investierte GE an ausgewählten früheren Standorten von Tungsram in Ungarn rund 600 Mio. US-Dollar für die Erneuerung von Produktionsanlagen, die Einführung neuer Technologien und den Umweltschutz. In ehemaligen Tungsramfabriken, auch in Nachbarländern wie Bosnien-Herzegowina oder Slowenien, werden oder wurden folgende GE-Erzeugnisse (Kennzeichnung GE Lighting Tungsram) aus der Lichtsparte hergestellt:
- Glühlampen
- kompakte Leuchtstofflampen[10]
- Energiesparlampen mit besonders langer Lebensdauer (Genura), mit denen beispielsweise das Parlamentsgebäude in Budapest angestrahlt wird[11]
- Natriumdampfhochdrucklampen (Lucalox, die bereits auf der Industriemesse Hannover einen „Grand Prix“ erhielten)[12]
- kompakte Fluoreszenzlampen mit stark gewendelten Röhren (Heliax)
- Autobeleuchtung[13]
- Halogen- und LED-Lampen[14] sowie Glimmlampen[15]

An weiteren ehemaligen Tungsram-Standorten werden Plastikerzeugnisse, Medizinausrüstungen, Transportsysteme und Flugzeugmotoren produziert.
Die größten Produktionsanlagen für herkömmliche Glühlampen in Nagykanizsa mussten ab 2009 aufgrund der Ökodesign-Richtlinie, welche Herstellungs- und Vertriebsverbote in der EU für Glühlampen brachte, schrittweise stillgelegt werden.
2018 wurde das Unternehmen Tungsram im Zuge eines Management-buy-outs des ehemaligen GE-Managers Jörg Bauer wieder selbstständig und übernahm im Zuge der Gründung des Tungsram-Konzerns zugleich die Geschäfte von GE Lightning in Europa, dem Nahen Osten und Afrika.
Im April 2022 mussten aufgrund der drohenden Insolvenz 1.600 Mitarbeiter entlassen werden. Die Gesellschaft meldete am 11. Mai 2022 Insolvenz an.